# Timm Klose
Timm Klose, född 9 maj 1988 i Frankfurt am Main, Västtyskland, är en schweizisk fotbollsspelare.
Klose föddes i Frankfurt am Main, Västtyskland till en tysk far och schweizisk mor. Han har både tyskt och schweiziskt medborgarskap. När han var fem år flyttade familjen till Basel.

## Karriär
Den 31 augusti 2021 kom Klose överens med Norwich City om att lämna klubben.